# Rtyně v Podkrkonoší (przystanek kolejowy)
Rtyně v Podkrkonoší (czeski: Železniční zastávka Rtyně v Podkrkonoší) – przystanek kolejowy w miejscowości Rtyně v Podkrkonoší, w kraju hradeckim, w Czechach. Znajduje się na wysokości 420 m n.p.m.
Jest obsługiwany i zarządzany przez České dráhy. Na przystanku nie ma możliwości zakupu biletów, a obsługa podróżnych odbywa się w pociągu.

## Linie kolejowe
- 032 Jaroměř - Trutnov